# Ольвиопольский уезд
Ольвиопольский уезд — административная единица в составе Новороссийской губернии, Екатеринославского и Вознесенского наместничеств, Николаевской и Херсонский губерний. Центр — город Ольвиополь.

## История
По представлению графа Потёмкина, 22 января 1784 года, образован Ольвиопольский уезд, в Екатеринославском наместничестве. В 1795 году отнесён к Вознесенскому наместничеству, в 1796 — к Новороссийской губернии, в 1802 — к Николаевской губернии, в 1803 — к Херсонской губернии. Введение военных поселений 3-й уланской украинской дивизии в 1821 году и передача части земель Елисаветградского и Ольвиопольского уезда в военное ведомство привело к их ликвидации и образованию из оставшихся гражданских земель Бобринецкого уезда, что произошло 6 декабря 1828.